# خسوف القمر أكتوبر 2014
| الخسوف الكلي للقمر 8 أكتوبر 2014                                                      | الخسوف الكلي للقمر 8 أكتوبر 2014 |
| ------------------------------------------------------------------------------------- | -------------------------------- |
| من لوميتا، كاليفورنيا، 10:55 UTC                                                      |                                  |
| مسير الشمس في الشمال يمر القمر من اليمين إلى اليسار (من الغرب إلى الشرق) عبر ظل الأرض |                                  |
| ساروس (وعضو)                                                                          | 127 (42 من 72)                   |
| جاما                                                                                  | 0.3826                           |
| ضخامة                                                                                 | 1.1724                           |
| المدة (hr: mn: sc)                                                                    |                                  |
| الكلية                                                                                | 0:58:50                          |
| جزئي                                                                                  | 3:19:31                          |
| Penumal                                                                               | 5:18:03                          |
| جهات الاتصال ( UTC )                                                                  |                                  |
| P1                                                                                    | 8:15:36                          |
| U1                                                                                    | 9:14:48                          |
| U2                                                                                    | 10:25:09                         |
| أعظم                                                                                  | 10:54:35                         |
| U3                                                                                    | 11:23:59                         |
| U4                                                                                    | 12:34:19                         |
| ص 4                                                                                   | 13:33:39                         |

حدث خسوف كلي للقمر في 8 أكتوبر 2014. إنه الثاني من خسوفين كليين للقمر في عام 2014، والثاني في رباعي (أربعة خسوف إجمالي للقمر في سلسلة). الكسوفات الأخرى في الرباعي هي تلك التي حدثت في 15 أبريل 2014 و4 أبريل 2015 و28 سبتمبر 2015. حدث بعد 2.1 يوم فقط من الحضيض (نقطة الحضيض في 6 أكتوبر 2014)، كان القطر الظاهري للقمر أكبر، 1960.6 ثانية قوسية (32 دقيقة قوسية، 40.6 ثانية قوسية).

## الرؤية والمظهر

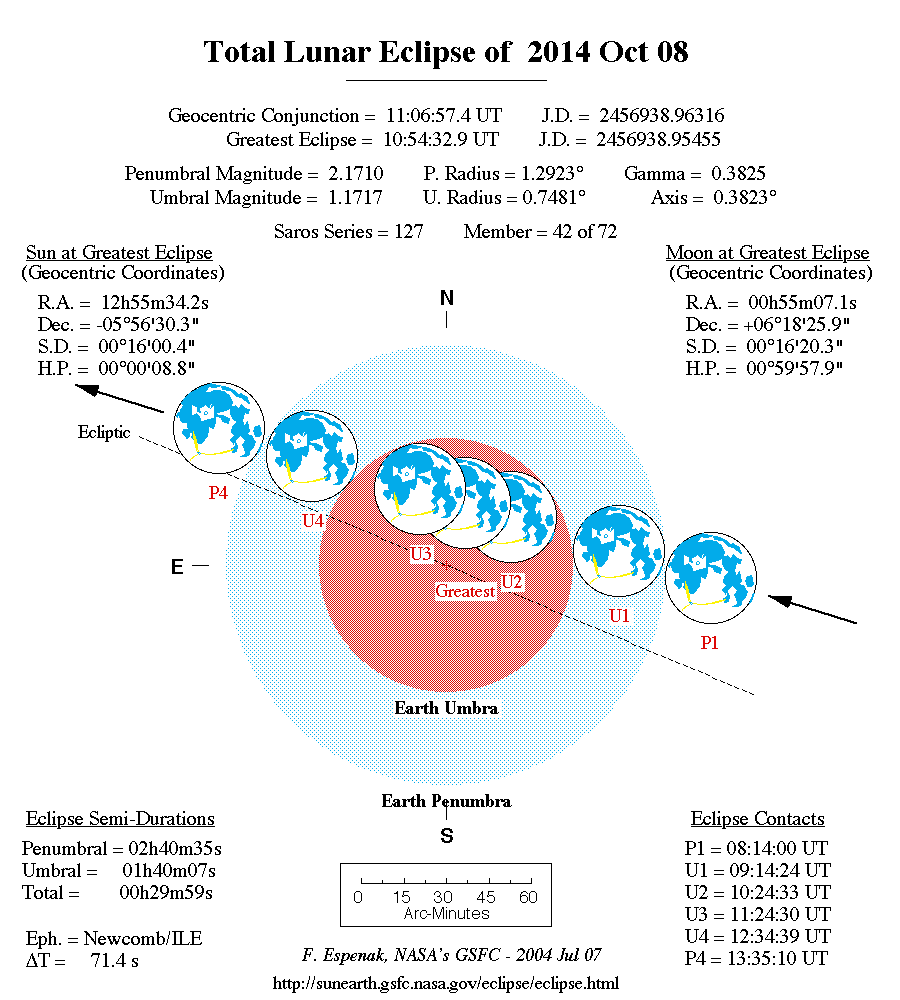
مخطط ناسا للكسوف

كان الخسوف مرئيًا بالكامل فوق شمال المحيط الهادئ. شهد المشاهدون في أمريكا الشمالية الكسوف بعد منتصف ليل الأربعاء 8 أكتوبر، وكان الخسوف مرئيًا من غرب المحيط الهادئ وأستراليا وإندونيسيا واليابان وشرق آسيا بعد غروب الشمس مساء يوم 8 أكتوبر. شهدت العديد من مناطق أمريكا الشمالية سيلينيونًا، قادرًا على رؤية كل من الشمس والقمر المكسوف في نفس الوقت.
| محاكاة الأرض من القمر. |
| الرؤية                 |

## خلفية
يحدث خسوف القمر عندما يمر القمر في الأرض الظل (الظل). عندما يبدأ الخسوف، يظلم ظل الأرض أولاً القمر قليلاً. بعد ذلك، يبدأ الظل في «تغطية» جزء من القمر، وتحويله إلى لون أحمر-بني غامق (عادةً - يمكن أن يختلف اللون بناءً على الظروف الجوية). يبدو القمر محمرًا بسبب تشتت رايلي (نفس التأثير الذي يتسبب في ظهور غروب الشمس باللون الأحمر) وانكسار هذا الضوء من الغلاف الجوي للأرض في ظلها. تُظهر المحاكاة التالية المظهر التقريبي للقمر الذي يمر عبر ظل الأرض. يتم تضخيم سطوع القمر داخل الظل المظلم. كان الجزء الجنوبي من القمر هو الأقرب إلى مركز الظل، مما يجعله أكثر قتامة وأكثر احمرارًا في المظهر.
كان كوكب أورانوس قريبًا من المعارضة (المعارضة في 7 أكتوبر ) أثناء الخسوف، على بعد ما يزيد قليلاً عن درجة واحدة من القمر المحسوف. ساطعًا بقوة 5.7 درجة، يجب أن يكون أورانوس ساطعًا بدرجة كافية للتعرف عليه في المنظار. بسبب اختلاف المنظر، يختلف موقع أورانوس بالنسبة للقمر بشكل كبير اعتمادًا على موضع المشاهدة على سطح الأرض.

## صالة عرض
| مركب من محافظة آيتشي، اليابان | مركب من كورالفيل، IA، أول اتصال مع الأعظم. | Selenelion من مينيابوليس، مينيسوتا، مع قمر خسوف جزئيًا لا يزال مستيقظًا بعد شروق الشمس، الساعة 12:26 بالتوقيت العالمي المنسق، يمكن رؤيته من خلال ضوء الشمس على الأشجار الأمامية، إلى اليمين. |

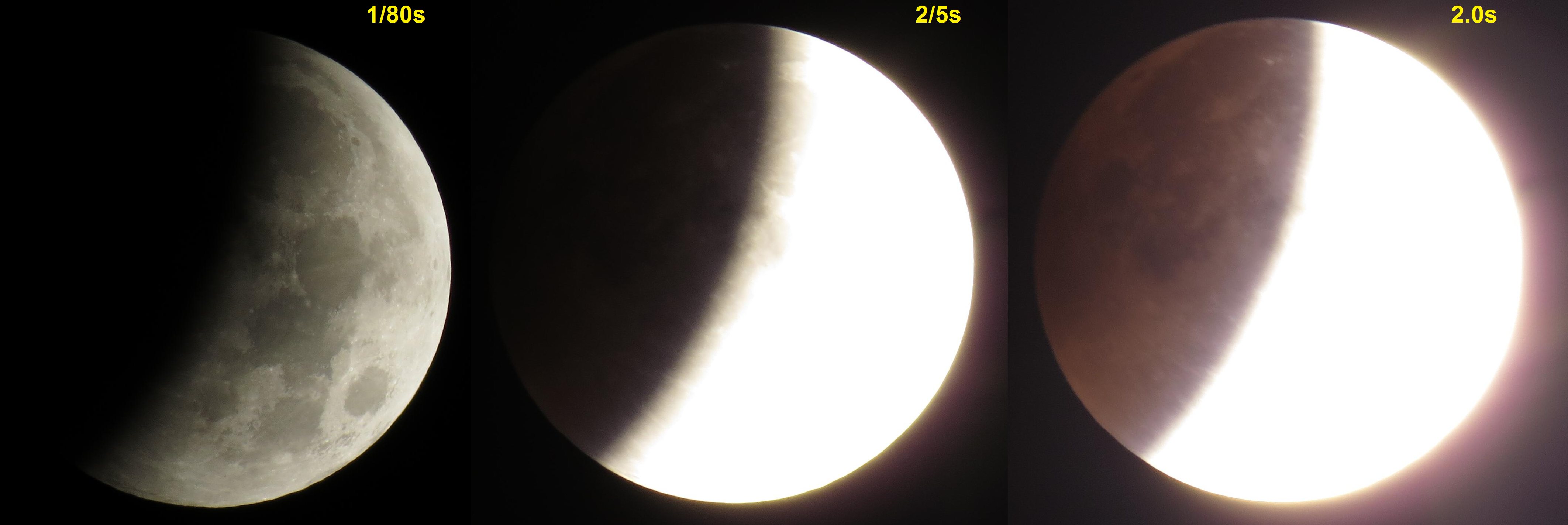
مينيابوليس ، مينيسوتا ، 9:46 بالتوقيت العالمي المنسق ، تعرض ثلاثي
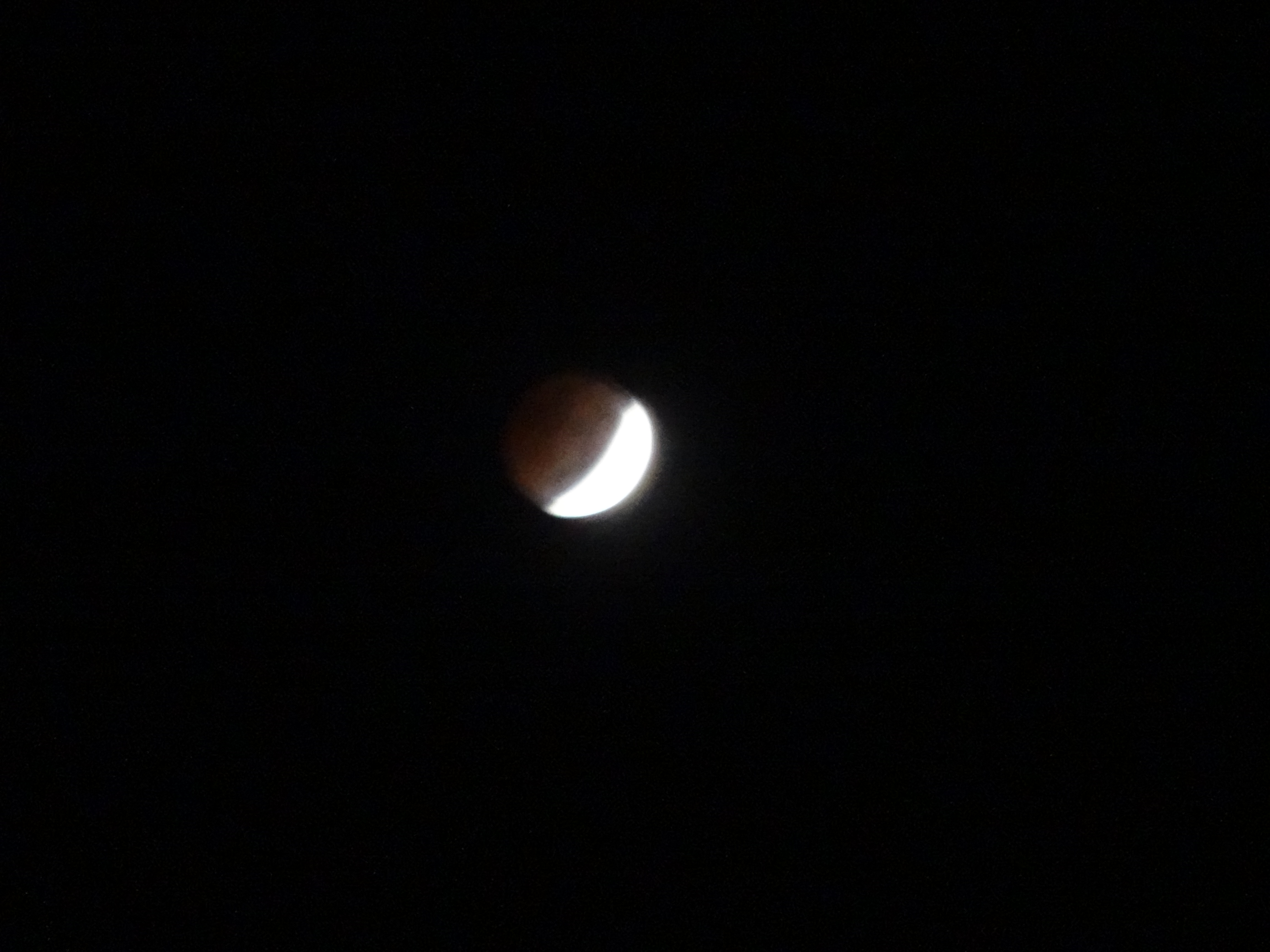
قبل بداية الكسوف الكلي ، فالدوستا ، جورجيا ، الساعة 10:02 بالتوقيت العالمي
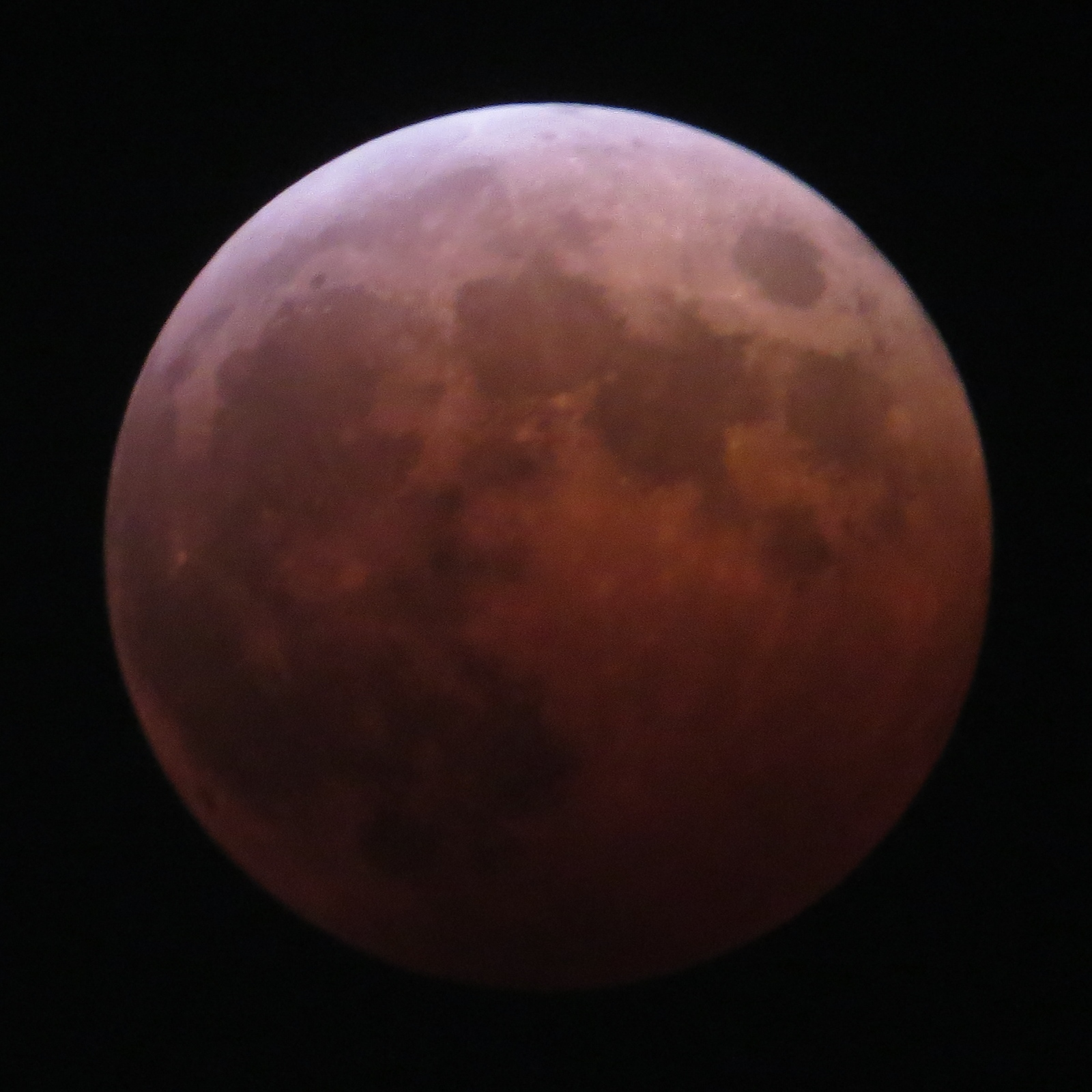
محافظة آيتشي ، اليابان ، الساعة 10:26 بالتوقيت العالمي المنسق
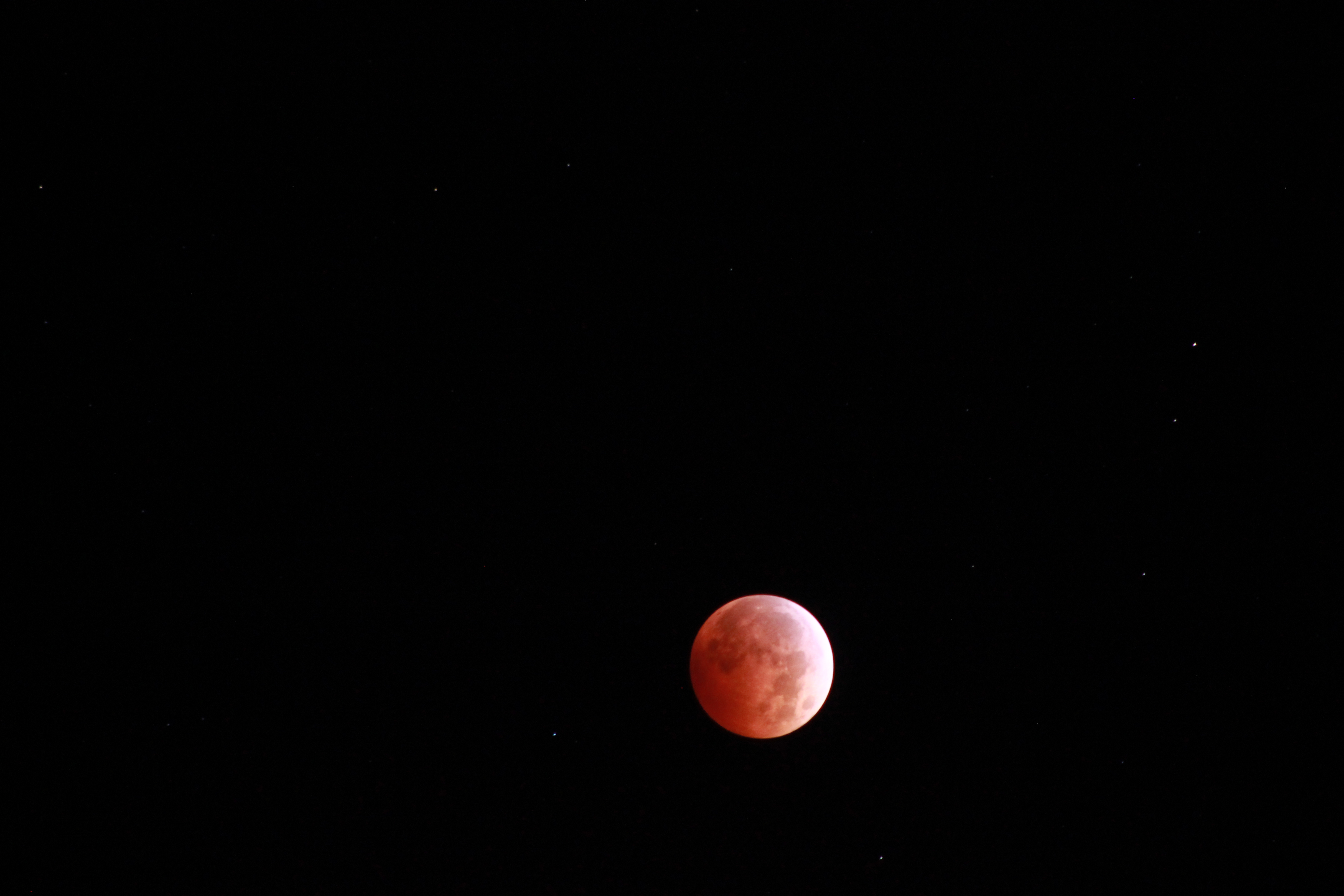
كاليفورنيا ، 10:39 UTC
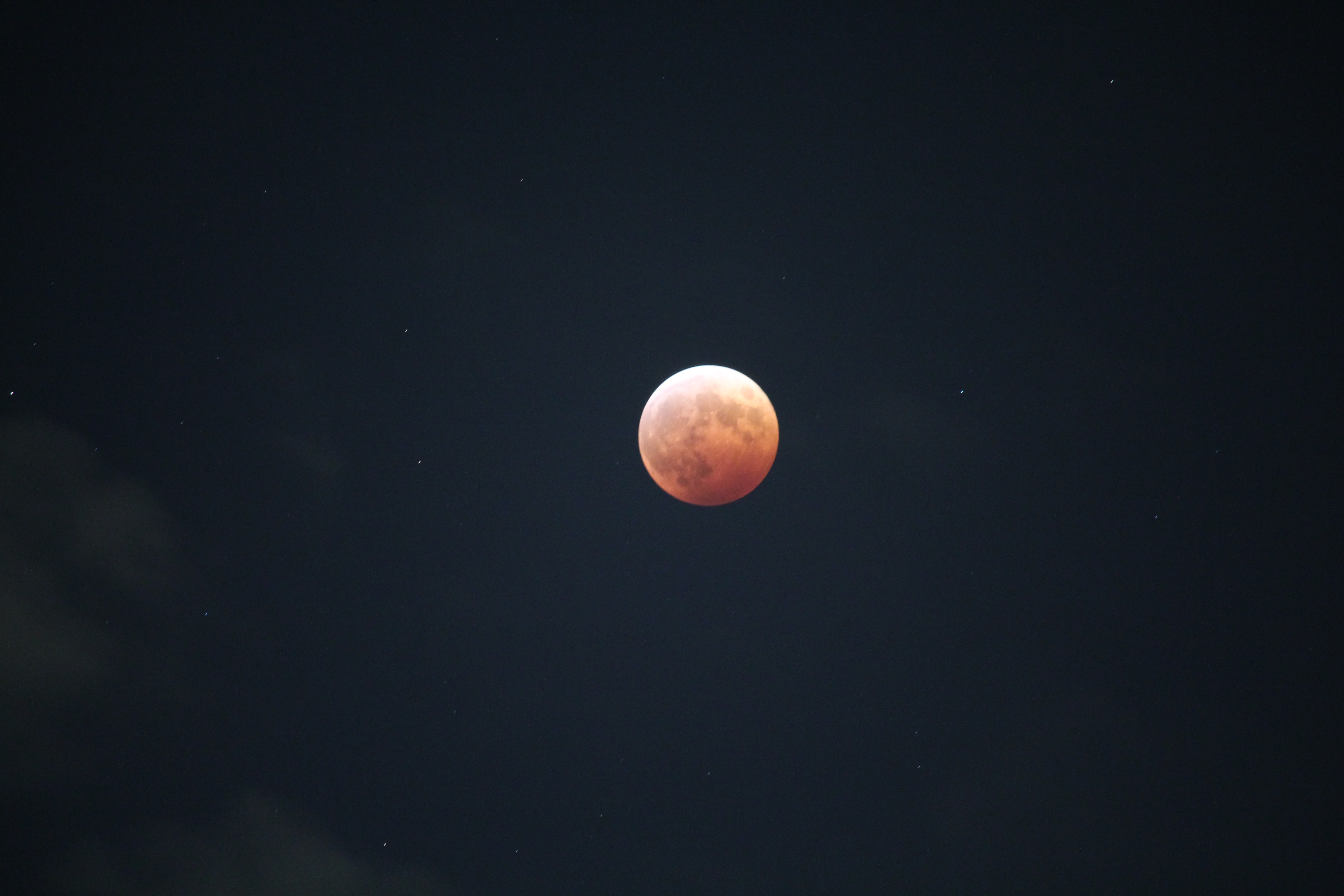
محافظة آيتشي ، اليابان ، الساعة 10:41 بالتوقيت العالمي المنسق
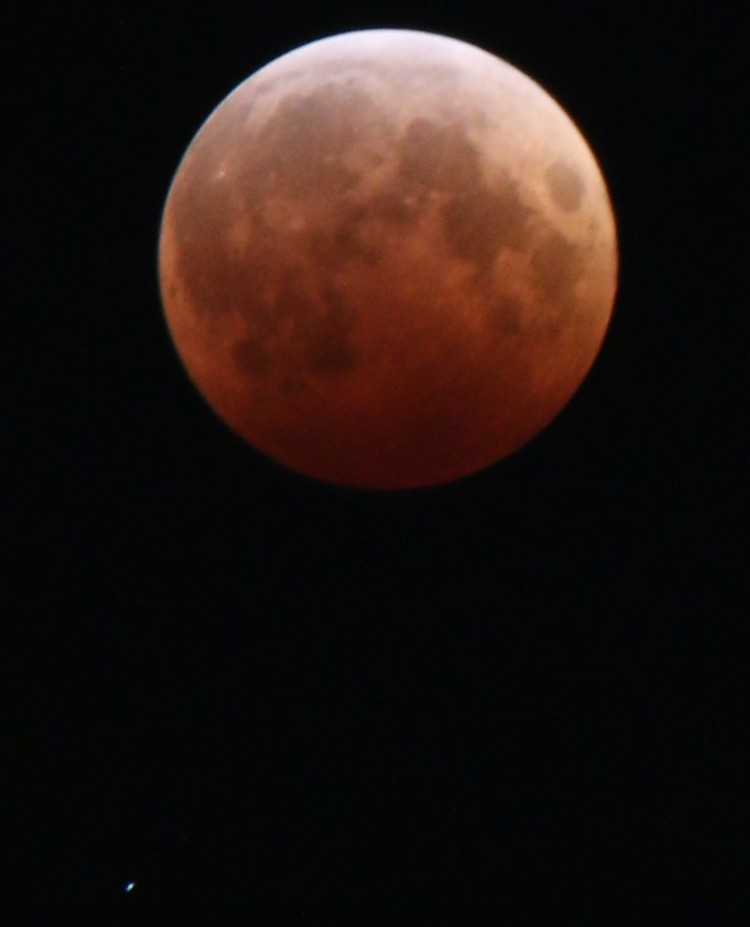
الكسوف مع أورانوس في مينيابوليس ، 10:46 بالتوقيت العالمي
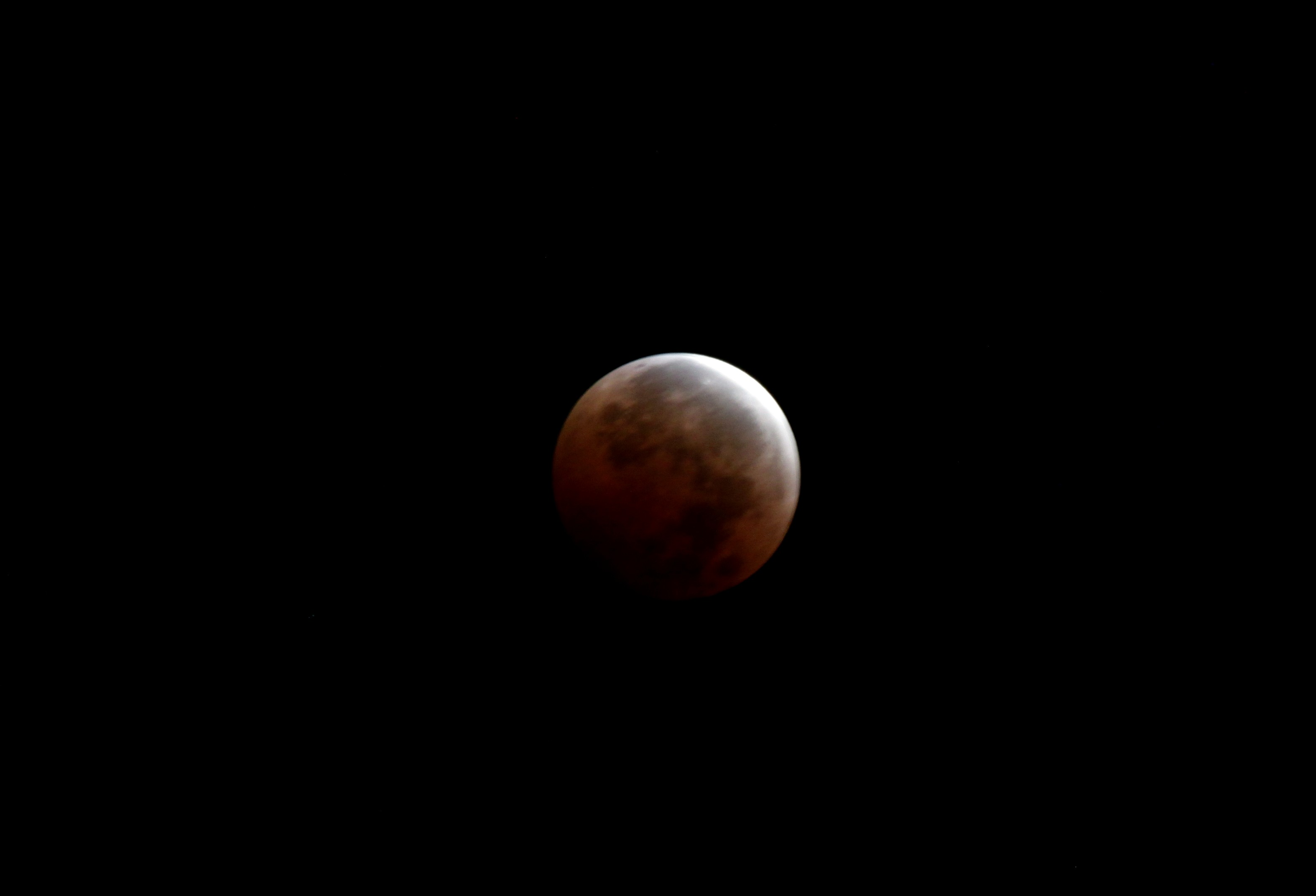
بعد انتهاء الكسوف الكلي ، مقاطعة سانتا كلارا ، كاليفورنيا ، الساعة 11:28 بالتوقيت العالمي المنسق
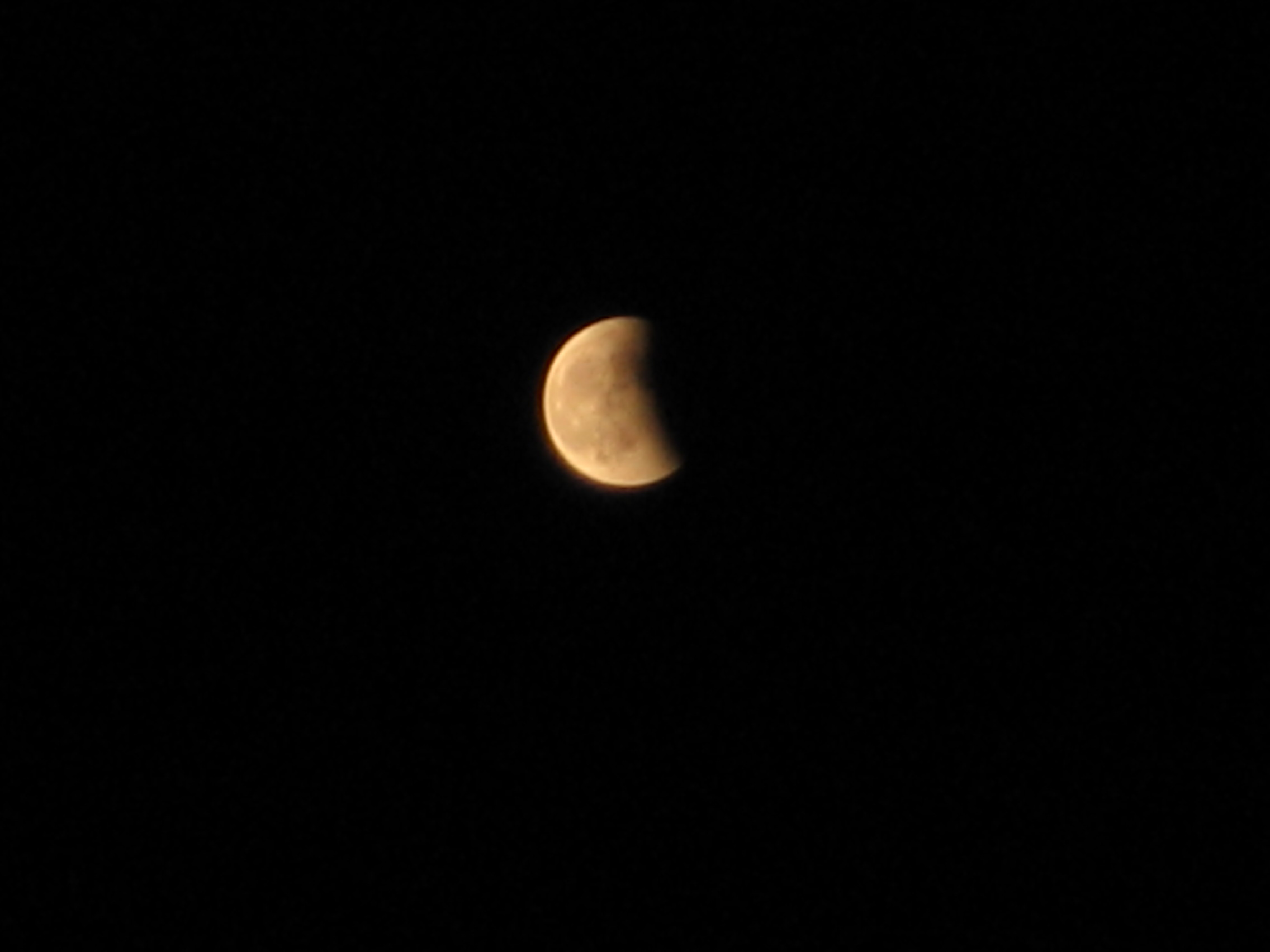
المرحلة الجزئية من الكسوف ، خفى ، الصين ، 12:18 بالتوقيت العالمي
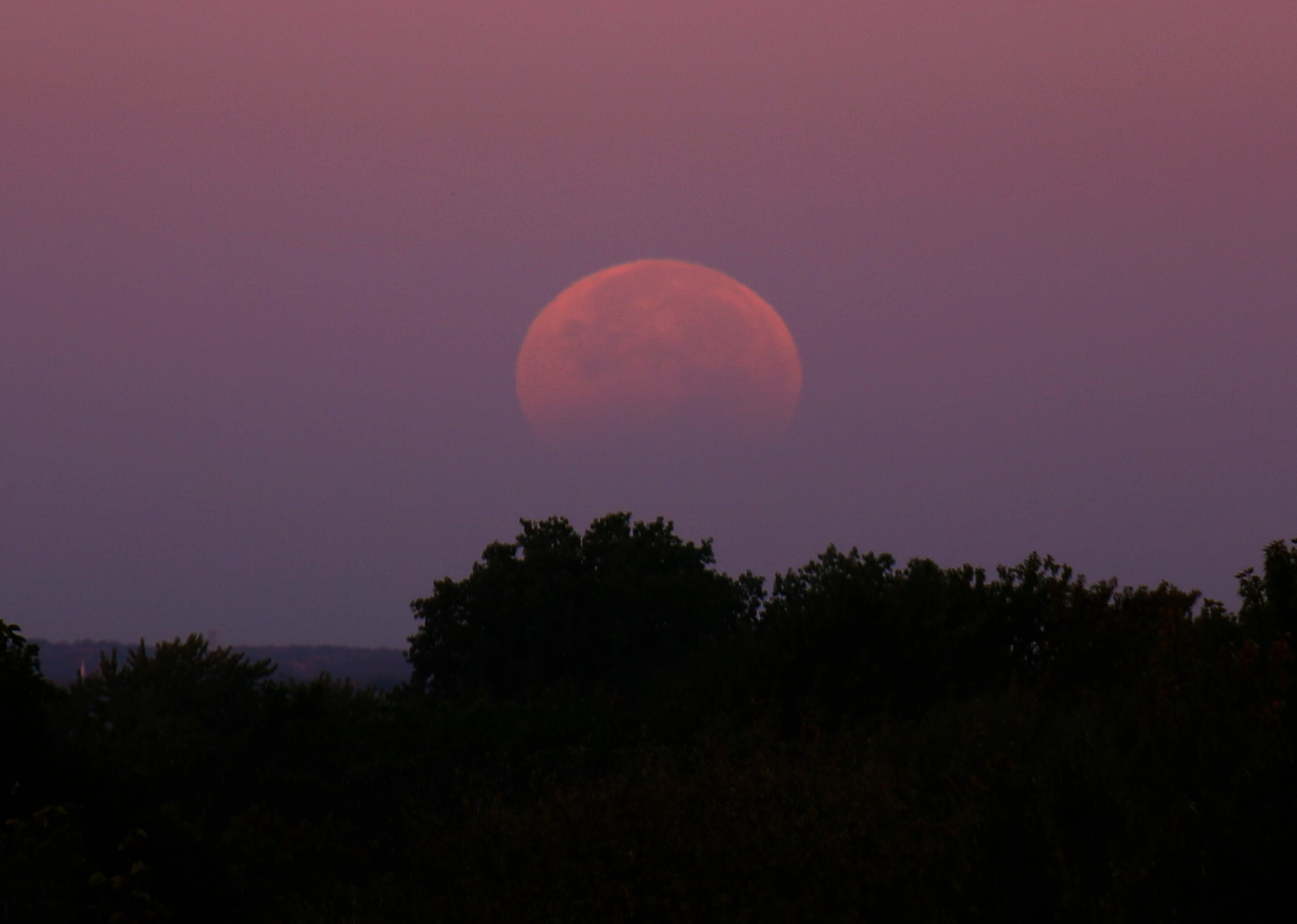
مينيابوليس ، مينيسوتا ، 12:24 UTC

## توقيت
| حدث | حدث           | مساء 8 أكتوبر | مساء 8 أكتوبر | مساء 8 أكتوبر | مساء 7 أكتوبر | مساء 7 أكتوبر | صباح 8 أكتوبر | صباح 8 أكتوبر | صباح 8 أكتوبر | صباح 8 أكتوبر | صباح 8 أكتوبر | صباح 8 أكتوبر | صباح 8 أكتوبر | صباح 8 أكتوبر |
| P1  | يبدأ Penumal  | غير متاح †    | 7:16 مساءً     | 9:16 مساءً     | 11:16 مساءً    | 12:16 صباحًا   | 1:16 صباحا    | 2:16 صباحًا    | 3:16 صباحا    | 4:16 صباحا    | 5:16 صباحا    |               |               |               |
| U1  | يبدأ الجزئي   | غير متاح †    | 8:15 مساءً     | 10:15 مساءً    | 12:15 صباحًا   | 1:15 صباحًا    | 2:15 صباحًا    | 3:15 صباحًا    | 4:15 صباحًا    | 5:15 صباحًا    | 6:15 صباحًا    |               |               |               |
| U2  | يبدأ المجموع  | 6:25 مساءً     | 9:25 مساءً     | 11:25 مساءً    | 1:25 صباحًا    | 2:25 صباحًا    | 3:25 صباحًا    | 4:25 صباحًا    | 5:25 صباحا    | 6:25 صباحا    | 7:25 صباحًا    |               |               |               |
|     | أكبر كسوف     | 6:55 مساءً     | 9:55 مساءً     | 11:55 مساءً    | 1:55 صباحًا    | 2:55 صباحًا    | 3:55 صباحا    | 4:55 صباحا    | 5:55 صباحا    | 6:55 صباحا    | يضع           |               |               |               |
| U3  | مجموع ينتهي   | 7:24 مساءً     | 10:24 مساءً    | 12:24 صباحًا   | 2:24 صباحًا    | 3:24 صباحًا    | 4:24 صباحًا    | 5:24 صباحا    | 6:24 صباحا    | يضع           | يضع           |               |               |               |
| U4  | نهايات جزئية  | 8:34 مساءً     | 11:34 مساءً    | 1:34 صباحا    | 3:34 صباحا    | 4:34 صباحا    | 5:34 صباحا    | 6:34 صباحا    | يضع           | يضع           | يضع           |               |               |               |
| ص 4 | ينتهي Penumal | 9:34 مساءً     | 12:34 صباحًا   | 2:34 صباحا    | 4:34 صباحا    | 5:34 صباحا    | 6:34 صباحا    | يضع           | يضع           | يضع           | يضع           |               |               |               |

لم يكن القمر مرئيًا خلال هذا الجزء من الكسوف في هذه المنطقة الزمنية.

نقاط الاتصال المتعلقة بظلال الأرض المظللة والظلال، وهنا مع قرب القمر هو العقدة الهابطة

## الخسوفات ذات الصلة

### كسوف عام 2014
- خسوف كلي للقمر في 15 أبريل.
- كسوف شمسي حلقي غير مركزي في 29 أبريل.
- خسوف كلي للقمر في 8 أكتوبر.
- كسوف جزئي للشمس في 23 أكتوبر.

الخسوف هو واحد من أربعة خسوفات كلية للقمر في سلسلة قصيرة العمر عند العقدة الهابطة لمدار القمر.
تتكرر سلسلة السنة القمرية بعد 12 قمرًا، أو 354 يومًا (العودة إلى الوراء حوالي 10 أيام في سنوات متتالية). بسبب تحول التاريخ، سيكون ظل الأرض حوالي 11 درجة غربًا في أحداث متتالية.

### دورة نصف ساروس
سوف يسبق خسوف القمر خسوف الشمس ويتبعه 9 سنوات و 5.5 أيام ( نصف ساروس ). يرتبط خسوف القمر هذا بخسوفين حلقيين للشمس من ساروس 134.

### سلسلة ساروس
سلسلة ساروس القمر 127، التي تتكرر كل 18 عامًا و 11 يومًا، لديها ما مجموعه 72 حدثًا من خسوف القمر بما في ذلك 54 خسوفًا للقمر المظلي (38 خسوفًا جزئيًا للقمر و 16 خسوفًا كليًا للقمر). يتداخل سلسلة ساروس 134 مع هذا القمر مع حدث يحدث كل 9 سنوات 5 أيام بالتناوب بين كل سلسلة saros.
| أعظم                                                         | أولا           | أولا           | أولا          | أولا           |
| ------------------------------------------------------------ | -------------- | -------------- | ------------- | -------------- |
| حدث أكبر كسوف في السلسلة في 23 يوليو 1888، واستمر 102 دقيقة. | Penumal        | جزئي           | المجموع       | وسط            |
| حدث أكبر كسوف في السلسلة في 23 يوليو 1888، واستمر 102 دقيقة. | 1275 يوليو 09  | 1473 نوفمبر 04 | 1798 29 مايو  | 1834 21 يونيو  |
| حدث أكبر كسوف في السلسلة في 23 يوليو 1888، واستمر 102 دقيقة. | الاخير         |                |               |                |
| حدث أكبر كسوف في السلسلة في 23 يوليو 1888، واستمر 102 دقيقة. | وسط            | المجموع        | جزئي          | Penumal        |
| حدث أكبر كسوف في السلسلة في 23 يوليو 1888، واستمر 102 دقيقة. | 1960 سبتمبر 05 | 2068 نوفمبر 09 | 2429 17 يونيو | 2555 سبتمبر 02 |

## روابط خارجية
- الاستيقاظ حتى الخسوف الكلي للقمر في الثامن من أكتوبر (SkyandTelescope.com)
- كسوف الناسك: 20141008
- الكسوف الكلي للقمر، أكتوبر 2014 InfoSite - Mattastro
- رسوم متحركة لكسوف 8 أكتوبر 2014